# Силвия Петкова
Силвия Петкова е българска театрална и филмова актриса. Известна е с ролята си на Кера в българския сериал „Пътят на честта“.

## Детство и образование
Родена е на 7 юли 1987 г. в София. Учи испански език в 13. СОУ „Св. св. Кирил и Методий“. Завършва актьорско майсторство за драматичен театър в НАТФИЗ „Кр. Сарафов“ в класа на проф. Здравко Митков през 2010 г.

## Кариера
Дебютира в ролята на Жената в пиесата „За мишките и хората“ по Джон Стайнбек, режисирана от Асен Блатечки в пернишкия театър „Боян Дановски“. Участва във филмите „Лов на дребни хищници“ на режисьора Цветодар Марков, „Радостта и страданието на тялото“, режисирана от гръцкия режисьор Андреас Пантзис, „Нашите малки различия“ на френската режисьорка Силви – Мишел Кейси и още други.
От 2011 година е в трупата на театър „София“, където играе в „Пипи дългото Чорапче“, „Тирамису“, „4 Стаи“, „Скачай“ и „Напразни усилия на любовта“. По-късно напуска Театър „София“ и става актриса на свободна практика.
През 2012 г. добива популярност с ролята си на учителката по литература г-жа Димитрова в сериала „Революция Z“.
През 2019 г. играе Кера в българския драматичен сериал „Пътят на честта“
През 2020 г. озвучава поредицата аудиокниги „Хари Потър“ на Storytel.

## Филмография

### Филми
- Огън и вода (2008)
- HDSP – Hunting down small predators (2010)
- The sun said (2010)
- Dust (2010)
- Cyprian's Prayer
- The Joy & Sorrow of The Body (2012)
- Жълто куче (2013)
- Our Little Differences (2013)
- Бандит (2017) – Елена
- Никой (2017)
- Революция X (2018)
- Тими (2018)
- Пепел върху слънцето (2020) – Антония

### Сериали
- „Пътят на честта“ (2019, 2021) – Кера
- „Под прикритие“ (сезон 5, 2016) – Яна Танева, криминален психолог
- „Революция Z“ (2012)

### Дублаж
- „Angry Birds: Филмът 2“ (2019) – Кортни